# WeatherBug
WeatherBug är ett dataprogram från AWS Convergence Technologies Inc. som visar direktsänd väderdata. Programmet var tidigare ett tillbehör i AOL Instant Messenger.
WeatherBug baseras den information den visar upp på en mängd olika vädermätstationer lokaliserade över hela USA. 
År 2015 klassade Microsoft Anti Spyware, numera känt som Windows Defender, WeatherBug som ett spionprogram, men denna klassning vart senare borttagen. 
2013 var WeatherBug den näst mest populära väderinformationstjänsten på Internet, bakom endast The Weather Channel 's webbplats, och före de webbplatser som drivs av Weather Underground och Accu Weather. !!